# Província de Pisco
Pisco és una província de la regió d'Ica al Perú. La seva capital és la localitat de Pisco, d'on es va originar el popular  licor del mateix nom. Pisco limita al nord amb les províncies de Chincha, Castrovirreyna (regió de Huancavelica); a l'est amb la província de Huaytará (Huancavelica), al sud amb la província d'Ica i a l'oest amb l'oceà Pacífic. La província està dividida en vuit districtes cadascun dels quals està encapçalat per un alcalde:
- Huancano
- Humay
- Independencia
- Paracas
- Pisco
- San Andrés
- San Clemente
- Túpac Amaru Inca